# Terrence J. O’Shaughnessy

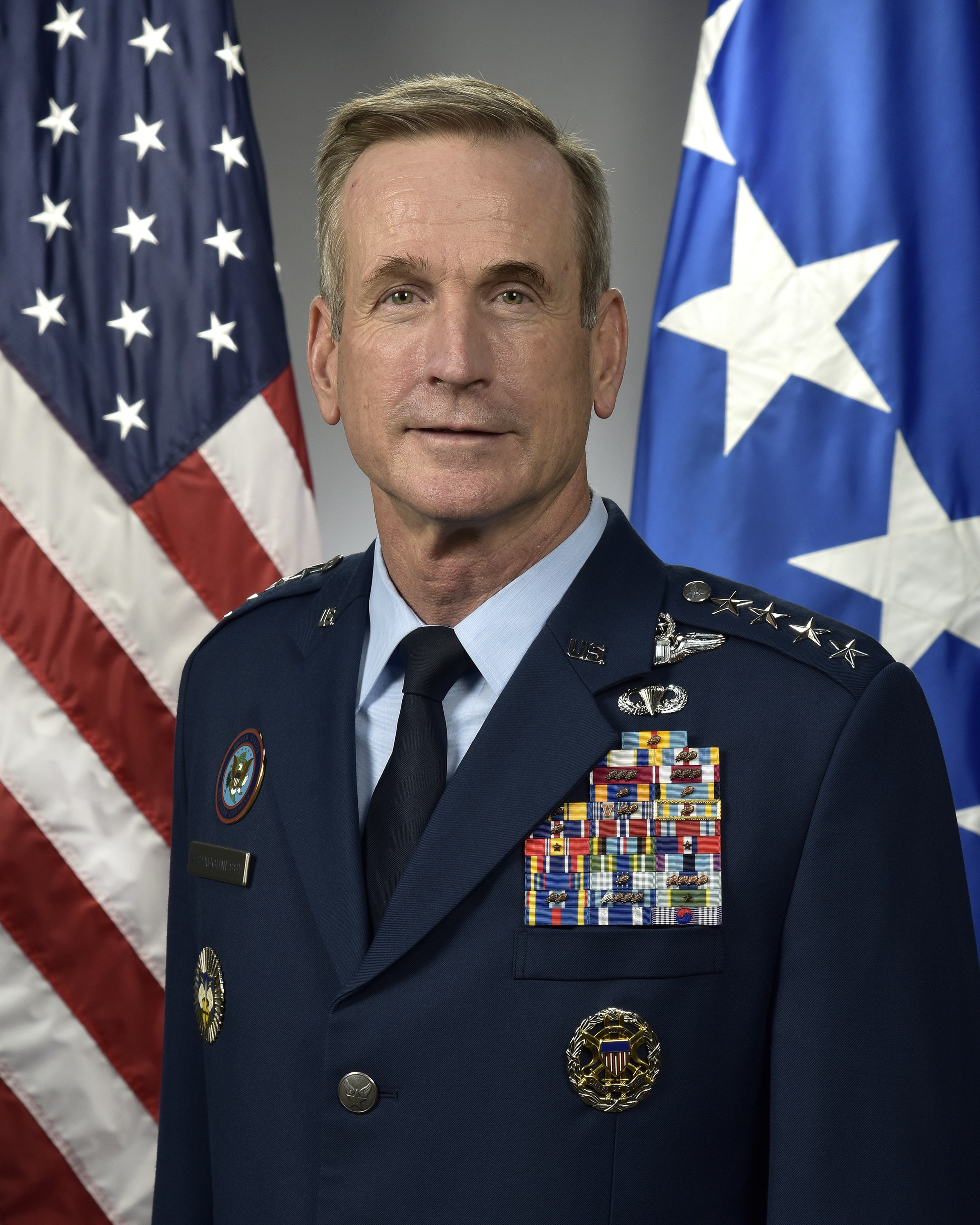
Terrence J. O’Shaughnessy (2020)

Terrence John O’Shaughnessy (* um 1964 in North Bay, Ontario, Kanada) ist ein pensionierter General der United States Air Force. Er war unter anderem Kommandeur der Pacific Air Forces und des United States Northern Commands.
O’Shaughnessy wurde zwar in Kanada geboren kam aber schon im Jahr 1968 mit seinen Eltern in die Vereinigten Staaten. Er wuchs in Framingham in Massachusetts auf. Im Jahr 1986 absolvierte er die United States Air Force Academy in Colorado Springs. Nach seiner Graduation wurde er als Leutnant in das Offizierskorps der Air Force aufgenommen. In der Folge durchlief er alle Offiziersgrade vom Leutnant bis zum Vier-Sterne-General.
Im Lauf seiner militärischen Karriere absolvierte er verschiedene Kurse und Schulungen. Dazu gehörten unter anderem eine Ausbildung zum Kampfpiloten und weitere Fortbildungskurse als Pilot neuer Flugzeugtypen, die Squadron Officer School auf der Maxwell Air Force Base (Maxwell AFB) in Alabama, das Air Command and Staff College, ebenfalls auf der Maxwell AFB, das Industrial College of the Armed Forces in Fort Lesley J. McNair in Washington, D.C., das Information Studies Concentration Program der National Defense University ebenfalls in Fort Lesley J. McNair, den NATO Senior Officer Policy Course in Oberammergau in Deutschland, den Air Force Enterprise Leadership Course an der University of North Carolina at Chapel Hill, den Combined Air and Space Operations Senior Staff Course auf dem Hurlburt Field in Florida, den Joint Force Air Component Commander Course, den Joint Flag Officer Warfighter Course, den Joint Force Maritime Component Commander Course und den National Defense University PINNACLE Course.
In seinen frühen Jahren als Offizier der Luftwaffe war er an verschiedenen Stützpunkten in den Vereinigten Staaten stationiert. Dabei war er als Pilot, Flugausbilder oder Stabsoffizier bei unterschiedlichen Einheiten tätig. Dazwischen absolvierte er die erwähnten Schulungen. Zwischen Juli 1992 und Juli 1993 war er auf der Kunsan Air Base in Südkorea stationiert. Zwischen Juni 2000 und April 2001 war Terrence O’Shaughnessy als Oberstleutnant auf der Aviano Air Base in Italien Pilot bei der 555th Fighter Squadron. Danach kommandierte er ebenfalls auf der Aviano Air Base bis zum Juli 2002 die 510th Fighter Squadron.
Nach seiner Beförderung zum Oberst wurde er nach Europa versetzt, wo er zwischen Juni 2003 und Juli 2005 in unterschiedlichen Funktionen dem Stab des NATO-Hauptquartiers und dem von EUCOM angehörte. Zwischen Juli 2005 und Dezember 2006 kommandierte er auf der Nellis Air Force Base in Nevada die 57th Adversary Tactics Group. Es folgte eine Versetzung zur Misawa Air Base in Japan. Dort kommandierte O’Shaughnessy zwischen Januar 2007 und August 2008 das 35. Kampfgeschwader (35th Fighter Wing). Danach erhielt er auf der Hickham Air Force Base in Hawaii das Kommando über den 613th Air and Space Operations Center, das er zwischen September 2008 und August 2009 ausübte. Danach war er bis zum Juli 2010 stellvertretender Kommandeur der 13. Luftflotte, die ebenfalls auf der Hickham AirForce Base stationiert war.
Anschließend kehrte er zur Nellis Air Foce Base zurück, wo er zwischen Juli 2010 und April 2012 das 57. Geschwader (57th Wing) kommandierte. Anschließend gehörte er bis zum August 2013 dem Stab der Joint Chiefs of Staff in Washington, D.C. an. Dort war er in der Abteilung für politisch-militärische Angelegenheiten im asiatischen Bereich tätig (Director for Politico-Military Affairs for Asia). Es folgte eine Versetzung zum United States Pacific Command in Hawaii, wo er bis Oktober 2014 in dessen Stabsabteilung für Operationen tätig war.
Zwischen Dezember 2014 und Juli 2016 war Terrence O'Shaughness in Südkorea stationiert. Dort war er stellvertretender Kommandeur der kombinierten United States Forces Korea, des United Nations Command und des gemeinsamen amerikanisch-südkoreanischen Kommandos. Gleichzeitig kommandierte er die dortigen amerikanischen Luftstreitkräfte und die 7. Luftflotte. Am 12. Juli 2016 übernahm er auf der Joint Base Pearl Harbor-Hickam in Hawaii das Kommando über die Pacific Air Forces. Diesen Posten bekleidete er bis zum 24. Mai 2018 als Jerry P. Martinez seine kommissarische Nachfolge antrat.
Anschließend wurde er auf die Peterson Space Force Base in Colorado versetzt. Dort übernahm er als Nachfolger von Lori J. Robinson das Kommando über das United States Northern Command und das North American Aerospace Defense Command (NORAD). Diese Kommandos behielt er bis zum 20. August 2020 als Glen D. VanHerck sein Nachfolger wurde. Gleichzeitig schied Terrence O’Shaughnessy aus dem aktiven Militärdienst aus.
Während seiner Zeit als aktiver Militärpilot brachte er es auf über 3000 Flugstunden auf verschiedenen Flugzeugtypen.
Nach seiner Pensionierung arbeitete er als Senior Advisor & Vice President of Special Programs für das amerikanische Raumfahrt- und Telekommunikationsunternehmen SpaceX.

## Daten der Beförderungen
| Abzeichen | Rang               | Jahr              |
| --------- | ------------------ | ----------------- |
|           | Second Lieutenant  | 28. Mai 1986      |
|           | First Lieutenant   | 28. Mai 1988      |
|           | Captain            | 28. Mai 1990      |
|           | Major              | 1. September 1997 |
|           | Lieutenant Colonel | 1. Mai 2000       |
|           | Colonel            | 1. August 2004    |
|           | Brigadier General  | 2. November 2009  |
|           | Major General      | 2. August 2013    |
|           | Lieutenant General | 19. Dezember 2014 |
|           | General            | 12. Juli 2016     |

## Orden und Auszeichnungen
Terrence O’Shaughnessy erhielt im Lauf seiner militärischen Laufbahn unter anderem folgende Auszeichnungen:
- Defense Distinguished Service Medal
- Air Force Distinguished Service Medal
- Defense Superior Service Medal
- Legion of Merit
- Meritorious Service Medal
- Air Medal
- Air Force Commendation Medal
- Air Force Achievement Medal
- Combat Readiness Medal
- National Defense Service Medal
- Armed Forces Expeditionary Medal
- Kosovo Campaign Medal
- Global War on Terrorism Service Medal
- Korean Defense Service Medal
- Armed Forces Service Medal
- Humanitarian Service Medal
- Nuclear Deterrence Operations Service Medal
- NATO-Medaille

Hinzu kommen noch einige Orden aus Südkorea und Japan.